# Katrina Adams
Katrina Adams (Chicago, 5 augustus 1968) is een voormalig tennisspeelster uit de Verenigde Staten van Amerika. Adams begon met tennis toen zij zes jaar oud was. Zij speelt rechtshandig en heeft een tweehandige backhand. Zij was actief in het proftennis van 1988 tot en met 1999.

## Loopbaan

### Enkelspel
Adams debuteerde in 1984 op het ITF-toernooi van haar geboortestad Chicago (VS) – zij bereikte er meteen de halve finale. Zij stond in 1987 voor het eerst in een finale, op het ITF-toernooi van Lebanon (VS) – zij verloor van landgenote Shaun Stafford. In 1991 veroverde Adams haar enige enkelspeltitel, op het ITF-toernooi van New Braunfels (VS), door de Argentijnse Maria Luciana Reynares te verslaan.
In 1987 speelde Adams voor het eerst op een WTA-hoofdtoernooi, op het toernooi van Chicago. Zij bereikte er de tweede ronde. Zij stond in 1988 voor het eerst in een WTA-finale, op het toernooi van Wellington – zij verloor van de Canadese Jill Hetherington. In 1991 bereikte zij andermaal een finale, op het WTA-toernooi van Nashville, waar zij verloor van de Belgische Sabine Appelmans. Adams won nooit een WTA-toernooi in het enkelspel.
Haar beste resultaat op de grandslamtoernooien is het bereiken van de vierde ronde, op Wimbledon in 1988. Haar hoogste notering op de WTA-ranglijst is de 67e plaats, die zij bereikte in mei 1989.

### Dubbelspel
Adams behaalde in het dubbelspel betere resultaten dan in het enkelspel. Zij debuteerde 31 december 1984 op het ITF-toernooi van haar geboortestad Chicago (VS), samen met landgenote Gail Gibson. Adams stond in 1986 voor het eerst in een finale, op het ITF-toernooi van Tampa (VS), samen met de Mexicaanse Heliane Steden – hier veroverde zij haar eerste titel, door het duo Brenda Niemeyer en Karen Schimper te verslaan. In totaal won zij zeven ITF-titels, de laatste in 1996 in Sedona (VS).
In 1987 speelde Adams voor het eerst op een WTA-hoofdtoernooi, op het toernooi van Indianapolis, samen met landgenote Vicki Nelson-Dunbar. Later dat jaar stond zij voor het eerst in een WTA-finale, op het toernooi van Guarujá, samen met landgenote Cheryl Jones – hier veroverde zij haar eerste titel, door het koppel Jill Hetherington en Mercedes Paz te verslaan. In totaal won zij twintig WTA-titels, de laatste in 1997 in Birmingham, samen met Larisa Neiland uit Letland.
Haar beste resultaat op de grandslamtoernooien is het bereiken van de halve finale, op Wimbledon in 1988 samen met landgenote Zina Garrison. Daarnaast nam zij ook nog 39 maal deel aan het gemengd dubbelspel waarin zij driemaal de kwartfinale bereikte, onder meer met de Belg Libor Pimek op Roland Garros in 1996. Haar hoogste notering op de WTA-ranglijst is de achtste plaats, die zij bereikte in augustus 1989.

### Na de actieve tenniscarrière
Adams was commentator voor diverse televisiezenders in de periode 2003–2014.
Vanaf 1998 is zij in uiteenlopende functies actief in de United States Tennis Association (USTA):
- 1998–1999: lid van het Executive Committee
- 1999: lid van het Player Development Committee
- 1999–2002: nationaal tenniscoach
- 2005: algemeen directeur in de raad van bestuur
- 2011–2012: vicepresident
- 2013–2014: eerste vicepresident

Sinds 1 januari 2015 is zij president van de USTA en voorzitter van het US Open. Sinds 2016 is zij tevens voorzitter van het Fed Cup-bestuur.

## Posities op deWTA-ranglijst
Positie per einde seizoen:
| jaar | rang enkelspel | rang dubbelspel |
| ---- | -------------- | --------------- |
| 1986 | 411            | 193             |
| 1987 | 167            | 105             |
| 1988 | 102            | 14              |
| 1989 | 84             | 10              |
| 1990 | 253            | 21              |
| 1991 | 93             | 16              |
| 1992 | 144            | 18              |
| 1993 | 179            | 16              |
| 1994 | 143            | 28              |
| 1995 | 113            | 26              |
| 1996 | 115            | 22              |
| 1997 | 279            | 22              |
| 1998 | –              | 25              |

## Palmares
| Legenda                |
| ---------------------- |
| Grandslamtoernooi      |
| Olympische Spelen      |
| Year-End Championships |
| Tier I                 |
| Tier II                |
| Tier III               |
| Tier IV & V            |

### WTA-finaleplaatsen enkelspel
| nr.              | finale     | toernooi       | ondergrond    | tegenstandster    | score    |
| ---------------- | ---------- | -------------- | ------------- | ----------------- | -------- |
| verloren finales |            |                |               |                   |          |
| 1.               | 1988-02-07 | WTA Wellington | hardcourt     | Jill Hetherington | 1-6, 1-6 |
| 2.               | 1991-11-10 | WTA Brentwood  | hardcourt (i) | Sabine Appelmans  | 2-6, 4-6 |

### WTA-finaleplaatsen vrouwendubbelspel
| nr.              | finale     | toernooi          | ondergrond    | partner               | tegenstandsters                         | score         |         |
| ---------------- | ---------- | ----------------- | ------------- | --------------------- | --------------------------------------- | ------------- | ------- |
| gewonnen finales |            |                   |               |                       |                                         |               |         |
| 1.               | 1987-12-14 | WTA Guarujá       | hardcourt     | Cheryl Jones          | Jill Hetherington Mercedes Paz          | 6-4, 4-6, 6-4 |         |
| 2.               | 1988-03-13 | WTA Boca Raton    | hardcourt     | Zina Garrison         | Claudia Kohde-Kilsch Helena Suková      | 4-6, 7-5, 6-4 |         |
| 3.               | 1988-04-24 | WTA Houston       | gravel        | Zina Garrison         | Lori McNeil Martina Navrátilová         | 6-7, 6-2, 6-4 |         |
| 4.               | 1988-11-27 | WTA Tokio         | tapijt (i)    | Zina Garrison         | Gigi Fernández Robin White              | 7-5, 7-5      | details |
| 5.               | 1989-02-05 | WTA Tokio         | tapijt (i)    | Zina Garrison         | Mary Joe Fernandez Claudia Kohde-Kilsch | 6-3, 3-6, 7-6 |         |
| 6.               | 1989-03-05 | WTA San Antonio   | hardcourt     | Pam Shriver           | Patty Fendick Jill Hetherington         | 3-6, 6-1, 6-4 |         |
| 7.               | 1989-04-30 | WTA Houston       | gravel        | Zina Garrison         | Gigi Fernández Lori McNeil              | 6-3, 6-4      |         |
| 8.               | 1989-05-28 | WTA Genève        | gravel        | Lori McNeil           | Larisa Savtsjenko Natallja Zverava      | 2-6, 6-3, 6-4 |         |
| 9.               | 1989-06-25 | WTA Eastbourne    | gras          | Zina Garrison         | Jana Novotná Helena Suková              | 6-3, opg.     |         |
| 10.              | 1989-10-29 | WTA Brighton      | tapijt (i)    | Lori McNeil           | Hana Mandlíková Jana Novotná            | 4-6, 7-6, 6-4 |         |
| 11.              | 1989-11-05 | WTA Indianapolis  | hardcourt (i) | Lori McNeil           | Claudia Porwik Larisa Savtsjenko        | 6-4, 6-4      |         |
| 12.              | 1991-08-11 | WTA Albuquerque   | hardcourt     | Isabelle Demongeot    | Lise Gregory Mareen Harper              | 6-7, 6-4, 6-3 |         |
| 13.              | 1992-11-14 | WTA Indianapolis  | hardcourt (i) | Elna Reinach          | Sandy Collins Mary-Lou Daniels          | 5-7, 6-2, 6-4 |         |
| 14.              | 1993-02-14 | WTA Chicago       | tapijt (i)    | Zina Garrison-Jackson | Amy Frazier Kimberly Po                 | 7-6, 6-3      |         |
| 15.              | 1993-03-28 | WTA Houston       | gravel        | Manon Bollegraf       | Jevgenia Manjoekova Radomira Zrubáková  | 6-3, 5-7, 7-6 |         |
| 16.              | 1993-11-07 | WTA Québec        | tapijt (i)    | Manon Bollegraf       | Katerina Maleeva Nathalie Tauziat       | 6-4, 6-4      |         |
| 17.              | 1993-11-14 | WTA Philadelphia  | tapijt (i)    | Manon Bollegraf       | Conchita Martínez Larisa Neiland        | 6-2, 4-6, 7-6 |         |
| 18.              | 1996-05-12 | WTA Boedapest     | gravel        | Debbie Graham         | Radka Bobková Eva Melicharová           | 6-3, 7-6      |         |
| 19.              | 1996-05-19 | WTA Cardiff       | gravel        | Mariaan de Swardt     | Els Callens Laurence Courtois           | 6-0, 6-4      |         |
| 20.              | 1997-06-16 | WTA Birmingham    | gras          | Larisa Neiland        | Nathalie Tauziat Linda Wild             | 6-2, 6-3      |         |
| verloren finales |            |                   |               |                       |                                         |               |         |
| 1.               | 1988-04-17 | WTA Amelia Island | gravel        | Penny Barg            | Zina Garrison Eva Pfaff                 | 6-4, 2-6, 6-7 |         |
| 2.               | 1988-10-30 | WTA Indianapolis  | hardcourt (i) | Zina Garrison         | Larisa Savtsjenko Natallja Zverava      | 2-6, 1-6      |         |
| 3.               | 1990-11-11 | WTA Indianapolis  | hardcourt (i) | Jill Hetherington     | Patty Fendick Meredith McGrath          | 1-6, 1-6      |         |
| 4.               | 1991-02-24 | WTA Oklahoma      | hardcourt (i) | Jill Hetherington     | Meredith McGrath Anne Smith             | 2-6, 4-6      |         |
| 5.               | 1991-07-28 | WTA Westchester   | hardcourt     | Lori McNeil           | Rosalyn Fairbank-Nideffer Lise Gregory  | 5-7, 4-6      |         |
| 6.               | 1991-11-16 | WTA Indianapolis  | hardcourt (i) | Mercedes Paz          | Patty Fendick Gigi Fernández            | 4-6, 2-6      |         |
| 7.               | 1992-02-16 | WTA Chicago       | tapijt (i)    | Zina Garrison-Jackson | Martina Navrátilová Pam Shriver         | 4-6, 6-7      |         |
| 8.               | 1992-02-23 | WTA Oklahoma      | hardcourt (i) | Manon Bollegraf       | Lori McNeil Nicole Provis               | 6-3, 4-6, 6-7 |         |
| 9.               | 1993-02-21 | WTA Oklahoma      | hardcourt (i) | Manon Bollegraf       | Patty Fendick Zina Garrison-Jackson     | 3-6, 2-6      |         |
| 10.              | 1993-04-04 | WTA Hilton Head   | gravel        | Manon Bollegraf       | Gigi Fernández Natallja Zverava         | 3-6, 1-6      |         |
| 11.              | 1994-02-20 | WTA Oklahoma      | hardcourt (i) | Manon Bollegraf       | Patty Fendick Meredith McGrath          | 6-7, 2-6      |         |
| 12.              | 1994-03-27 | WTA Houston       | gravel        | Zina Garrison         | Manon Bollegraf Martina Navrátilová     | 4-6, 2-6      |         |
| 13.              | 1995-02-19 | WTA Oklahoma      | hardcourt (i) | Brenda Schultz        | Nicole Arendt Laura Golarsa             | 4-6, 3-6      |         |
| 14.              | 1995-11-05 | WTA Oakland       | tapijt (i)    | Zina Garrison         | Lori McNeil Helena Suková               | 6-3, 4-6, 3-6 |         |
| 15.              | 1996-02-25 | WTA Oklahoma      | hardcourt (i) | Debbie Graham         | Chanda Rubin Brenda Schultz             | 4-6, 3-6      |         |
| 16.              | 1998-01-17 | WTA Sydney        | hardcourt     | Meredith McGrath      | Martina Hingis Helena Suková            | 1-6, 2-6      |         |

## Resultaten grandslamtoernooien
| Legenda | Legenda                          |
| ------- | -------------------------------- |
| g.t.    | geen toernooi gehouden           |
| l.c.    | lagere categorie                 |
| –       | niet deelgenomen                 |
| G       | uitgeschakeld in de groepsfase   |
| 1R      | uitgeschakeld in de eerste ronde |
| 2R      | uitgeschakeld in de tweede ronde |
| 3R      | uitgeschakeld in de derde ronde  |
| 4R      | uitgeschakeld in de vierde ronde |
| KF      | uitgeschakeld in de kwartfinale  |
| HF      | uitgeschakeld in de halve finale |
| F       | de finale verloren               |
| W       | het toernooi gewonnen            |
| w-v     | winst/verlies-balans             |

### Enkelspel
| Toernooi        | 1988 | 1989 | 1990 |    | 1992 | 1993 | 1994 | 1995 | 1996 | 1997 | w-v |
| --------------- | ---- | ---- | ---- | -- | ---- | ---- | ---- | ---- | ---- | ---- | --- |
| Australian Open | 1R   | 2R   | 1R   | 3R | –    | –    | –    | –    | 1R   | 3-5  |     |
| Roland Garros   | 1R   | 1R   | –    | 1R | –    | –    | –    | 1R   | –    | 0-4  |     |
| Wimbledon       | 4R   | 3R   | 1R   | 2R | –    | 1R   | 1R   | 2R   | –    | 7-7  |     |
| US Open         | 1R   | 1R   | 1R   | –  | 1R   | 1R   | 3R   | 1R   | –    | 2-7  |     |

### Vrouwendubbelspel
| Toernooi        | 1986 | 1987 | 1988 | 1989 | 1990 | 1991 | 1992 | 1993 | 1994 | 1995 | 1996 | 1997 | 1998 | 1999 | w-v   |
| --------------- | ---- | ---- | ---- | ---- | ---- | ---- | ---- | ---- | ---- | ---- | ---- | ---- | ---- | ---- | ----- |
| Australian Open | g.t. | –    | 3R   | 3R   | 3R   | –    | KF   | 3R   | 2R   | 1R   | –    | 2R   | 1R   | 1R   | 13-10 |
| Roland Garros   | –    | –    | KF   | KF   | 3R   | 3R   | KF   | KF   | 1R   | KF   | KF   | 2R   | 3R   | 1R   | 25-12 |
| Wimbledon       | –    | –    | HF   | KF   | 3R   | KF   | 3R   | 1R   | 2R   | 3R   | KF   | 3R   | 3R   | 1R   | 24-12 |
| US Open         | 1R   | 1R   | 2R   | 3R   | 3R   | KF   | –    | 3R   | KF   | 3R   | 2R   | 3R   | 2R   | 1R   | 19-13 |

### Gemengd dubbelspel
| Toernooi        | 1989 | 1990 | 1991 | 1992 | 1993 | 1994 | 1995 | 1996 | 1997 | 1998 | 1999 | w-v  |
| --------------- | ---- | ---- | ---- | ---- | ---- | ---- | ---- | ---- | ---- | ---- | ---- | ---- |
| Australian Open | 1R   | 2R   | –    | 2R   | 1R   | 1R   | 1R   | –    | 1R   | 1R   | 1R   | 2-9  |
| Roland Garros   | 2R   | 2R   | 3R   | 3R   | 1R   | 2R   | 2R   | KF   | 1R   | 1R   | 2R   | 8-11 |
| Wimbledon       | 1R   | 1R   | 1R   | 1R   | 1R   | 1R   | 3R   | 1R   | 2R   | 1R   | 1R   | 2-11 |
| US Open         | –    | 1R   | KF   | –    | 2R   | 2R   | KF   | 2R   | 2R   | 1R   | –    | 8-8  |